# Pragtunnel
Der Pragtunnel ist ein Eisenbahntunnel in Stuttgart durch die Prag, einen Höhenrücken zwischen dem Stuttgarter Talkessel und Feuerbach. Mit zwei 680 Meter langen Röhren (Streckenkilometer 3,614 bis 4,294) verbindet der Tunnel im Zuge der Frankenbahn den Nordbahnhof mit dem Bahnhof Feuerbach. Hierbei führt die Strecke 4800 durch die Nordoströhre und die Strecke 4801 durch die Südweströhre.
Der Tunnel verläuft in quellfähigen Schichten des Gipskeupers.

## Gleisanlagen
Die Gleisabstände in den beiden Röhren wurden im frühen 20. Jahrhundert mit 3,70 und 4,00 m angegeben. Sie werden inzwischen mit 3,65 m (S-Bahn) bzw. 3,70 m (Fernbahn) angegeben.
Südlich des Tunnels verbindet eine mit 60 km/h befahrbare Gleisverbindung das Ferngleis zum Hauptbahnhof mit dem S-Bahn-Gleis Richtung Feuerbach. Aus einem S-Bahn-Gleis fädelt eine mit 40 km/h befahrbare Gleisverbindung zur Bahnstrecke Stuttgart–Horb aus.

## Geschichte

### Erste Röhre
Die erste Röhre des Pragtunnels wurde im Rahmen des allerersten württembergischen Bahnprojekts, der Zentralbahn Esslingen–Stuttgart–Ludwigsburg, errichtet. Der erste Spatenstich war am 26. Juni 1844 und stellt den Beginn der Bauarbeiten an der Zentralbahn dar. Zum Bau dieses durch Keuperschichten führenden Tunnels wurden fünf Schächte abgeteuft, die später wieder verfüllt wurden.
Erst nach über zwei Jahren Bauzeit war der 828,65 Meter lange Tunnel durchstoßen, und am 15. Oktober 1846 begann der Betrieb auf der Zentralbahn. Der Tunnel war von Anfang an für den zweigleisigen Betrieb ausgelegt worden, verlegt wurde jedoch zunächst nur ein einzelnes Gleis. Zwischen 1858 und 1861 wurde das zweite Gleis nachgerüstet.
Nach Inbetriebnahme der 2. Tunnelröhre wurde der alte Tunnel, der wohl durch den Bau der neuen Röhre instabil geworden war, zunächst gesperrt und renoviert. Bei dieser Gelegenheit wurde die Röhre aufgeweitet. Zudem kürzte man den Tunnel durch zusätzliche Einschnitte auf Stuttgarter Seite auf eine Länge von ebenfalls 680 Meter, um die Gütergleisverbindung zwischen der Gäubahn und dem Nordbahnhof errichten zu können. Die Sanierung konnte am 21. August 1912 abgeschlossen werden, und am 21./22. November 1912 wurde die alte Röhre wieder in Betrieb genommen. Sie diente danach dem Stuttgarter Vorortverkehr beziehungsweise heute der S-Bahn.
Der S-Bahn-Tunnel wird von 328 S-Bahnen und sechs Regionalzügen pro Tag befahren. Auf der vierstufigen Zustandsnoten-Skala von DB Netz war das Bauwerk 2008 und 2014 in die Kategorie 2 eingestuft („Größere Schäden am Bauwerksteil, welche die Sicherheit nicht beeinflussen.“), 2017 in die Kategorie 3 („Umfangreiche  Schäden  am  Bauwerksteil,  welche die Standsicherheit nicht beeinflussen. Eine Instandsetzung ist noch möglich, ihre Wirtschaftlichkeit ist zu prüfen.“).

### Zweite Röhre

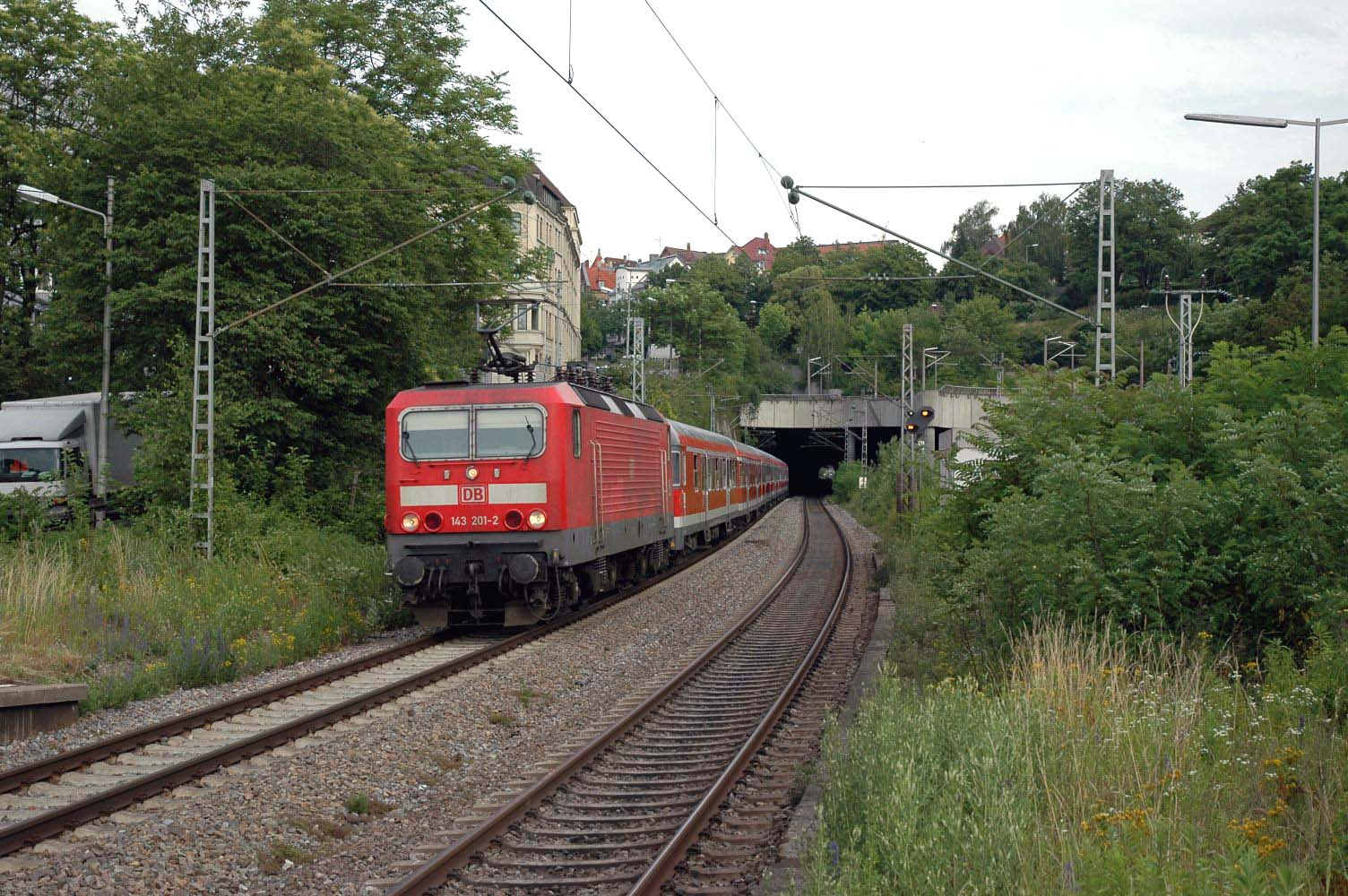
Eine Regionalbahn in Richtung Heilbronn verlässt den Pragtunnel in nördliche Richtung (Juni 2006).

1907 wurde beschlossen, die Stuttgarter Bahnanlagen umfangreichen Umbaumaßnahmen zu unterziehen, wozu auch der viergleisige Ausbau der Strecke Stuttgart–Ludwigsburg zählte. Dazu wurde ab Oktober 1908 eine zweite, 680 Meter lange Tunnelröhre unmittelbar nordöstlich der ersten gebaut, die die zwei zusätzlichen Gleise aufnahm.
Der Tunnel wurde am 22. Juni 1909 durchstoßen, er brach jedoch kurz darauf auf einer Länge von 20 bis 30 Metern ein, und oberhalb des Tunnels senkte sich der Boden bis zu vier Metern ab. Nach Beseitigung der Schäden konnte der neue Tunnel erst im August 1910 in Betrieb genommen werden. Sie wird vorrangig von Fernzügen genutzt.
Seit 1981 befindet sich vor den Nordportalen beider Röhren ein Überführungsbauwerk der Stadtbahn. In diesem Bauwerk gibt es eine Bauvorleistung für ein zu dieser Zeit noch geplantes zusätzliches Gütergleis westlich der S-Bahn-Gleise in Form eines verdeckt liegenden fünften Gleistrogs. Dazu war eine dritte Pragtunnel-Röhre vorgesehen.
Der Tunnel der Fernbahn wird täglich in Summe beider Richtungen von 143 Zügen des Personenfernverkehrs sowie 151 Zügen des Regionalverkehrs befahren. Auf der vierstufigen Zustandsnoten-Skala von DB Netz war das Bauwerk 2008 und 2014 in die Kategorie 2 eingestuft („Größere Schäden am Bauwerksteil, welche die Sicherheit nicht beeinflussen.“). 2017 war es der Kategorie 3 zugeordnet („Umfangreiche  Schäden  am  Bauwerksteil,  welche die Standsicherheit nicht beeinflussen. Eine Instandsetzung ist noch möglich, ihre Wirtschaftlichkeit ist zu prüfen.“).

### Zukünftige Nutzung
Im Rahmen der Variante T für den Ausbau des Stuttgarter S-Bahn-Netzes wäre die südliche Pragtunnel-Röhre im Richtungsbetrieb von S-Bahnen Richtung Stuttgart befahren worden. Die nördliche Röhre wäre in entgegengesetzter Richtung befahren worden. Noch weiter nördlich war eine zusätzliche dritte Röhre für den Fern- und Regionalverkehr vorgesehen. Diese Überlegungen mündeten später in das Konzept T-Spange.
Nach Inbetriebnahme des Projektes Stuttgart 21 soll der Fern- und Regionalbahnteil des Pragtunnels zunächst nicht mehr vom Fern- und Regionalverkehr genutzt werden. Diese Züge sollen zukünftig über den Tunnel Feuerbach direkt vom Bahnhof Feuerbach zum Hauptbahnhof geleitet werden. Die dem S-Bahn-Verkehr dienende Röhre wird auch weiterhin für den S-Bahn-Verkehr genutzt.
Die Fernverkehrsröhre bildet den ersten Teil der P-Option des Projektes Stuttgart 21 und soll in diesem Zuge modernisiert werden.
Für die optionale S-Bahn-Erweiterung Nordkreuz des Projektes Stuttgart 21 würde nach einer 1999 vorgelegten Machbarkeitsstudie eine dritte zweigleisige Tunnelröhre gebaut werden, um den S-Bahnverkehr Richtung Stuttgart Nord (tief) und Stuttgart Hauptbahnhof (tief) aufzunehmen.
Eine Studie von 2017 sieht dagegen nur noch eine eingleisige Röhre südlich der bisherigen Röhre vor, um die bisherigen Stadteinwärtsgleise der S-Bahn zweigleisig-höhenfrei zur Gäubahn zu führen. Das Stadteinwärtsgleis der S-Bahn würde über die 3. Röhre des Pragtunnels geführt werden, die ein- bzw. zweigleisige Gäubahn-Anbindung unterqueren und vor dem Bahnsteig am Nordbahnhof wieder in den Bestand einfädeln. In weiteren Varianten würde auch das Gleis der T-Spange Richtung Bad Cannstatt im Anschluss aus dieser 3. Röhre vor dem Südportal ausfädeln. Die Kosten dieser dritten Röhre wurden dabei – zu Preisen von 2016 – auf ca. 51 Millionen Euro geschätzt.